# Guide för gifta män
Guide för gifta män (engelska: A Guide for the Married Man) är en amerikansk komedifilm från 1967 i regi av Gene Kelly. I huvudrollerna ses Walter Matthau, Robert Morse och Inger Stevens. I filmen medverkar dessutom många kända ansikten i cameos, däribland Lucille Ball, Jack Benny, Terry-Thomas, Jayne Mansfield, Sid Caesar, Carl Reiner, Joey Bishop, Art Carney och Wally Cox.

## Rollista i urval
- Walter Matthau – Paul Manning
- Inger Stevens – Ruth Manning
- Sue Ane Langdon – Irma Johnson
- Robert Morse – Ed Stander
- Elaine Devry – Jocelyn
- Jackie Joseph – Janet Brophy
- Aline Towne – Mousey Mans fru
- Claire Kelly – Harriet Stander
- Eve Brent – Joe X's Blowsy Blonde
- Marvin Brody – taxichaufför
- Jackie Russell – Miss Harris, Mannings sekreterare
- Majel Barrett – Mrs. Fred V.
- Linda Harrison – Miss Stardust

### Cameoroller
- Lucille Ball – Mrs. Joe X
- Jack Benny – Ollie 'Sweet Lips'
- Polly Bergen – Clara Brown
- Joey Bishop – Charlie
- Ben Blue – Shoeless
- Sid Caesar – man på Romanoff's
- Art Carney – Joe X
- Wally Cox – man som varit gift i 14 år
- Ann Morgan Guilbert – Charlies fru
- Jeffrey Hunter – bergsklättrare
- Sam Jaffe – Shrink
- Jayne Mansfield – flickan med Harold
- Louis Nye – Irving, husköpare
- Carl Reiner – Rance G.
- Michael Romanoff – hovmästaren på Romanoff's
- Phil Silvers – mäklare
- Terry-Thomas – Harold 'Tiger'